# Jacob Devers
Jacob Jake Loucks Devers (York, Pensilvania, 8 de septiembre de 1887-Washington D. C., 15 de octubre de 1979) fue un militar estadounidense, famoso por haber comandado al 6.º Grupo de Ejércitos durante la Operación Anvil Dragoon, en la Segunda Guerra Mundial. Fue el primer oficial de los Estados Unidos en alcanzar el Rin después del Día D, el desembarco aliado en Normandia.

## Biografía
Devers nació en York, Pensilvania. Se graduó en 1909 en trigésimo novena posición de un total de 103 graduados de la Academia Militar de los Estados Unidos en West Point, Nueva York. Algunos de sus compañeros de clase fueron George S. Patton (46), John C. H. Lee (12), Robert L. Eichelberger (68), Edwin F. Harding (74), y William H. Simpson (101). Desarrolló gran parte de su actividad en el periodo de entreguerras en la mejora de tácticas y técnicas de su arma, la Artillería de campaña.
Al iniciarse la Segunda Guerra Mundial en Europa, Devers estaba sirviendo en Panamá. Entonces mandaba la 9.ª División de Infantería en Fort Bragg, Carolina del Norte, a cuyo cargo estuvo desde el 15 de enero de 1940 al 15 de julio de 1941. El 14 de agosto de 1941 Devers, el más joven General de División de las fuerzas terrestres del Ejército, fue destinado a Fort Knox, Kentucky, para asumir el mando de las fuerzas acorazadas, encargándosele la preparación para la batalla de las unidades blindadas. Durante su mando, Fort Knox creció de dos divisiones acorazadas a 16, además de 63 batallones de tanques independientes. Tuvo bajo su mando a su antiguo compañero de West Point, George Patton.
En mayo de 1943, Devers fue nombrado comandante supremo de las fuerzas del Ejército de Estados Unidos en Europa, donde, desde su Cuartel General de Londres, participó en los planeamientos preliminares de la invasión del norte de Francia, así como organizó y entrenó muchas divisiones que iban a participar en el asalto a la Muralla atlántica de Hitler, la invasión a través del Canal de la Mancha, prevista para la primavera de 1944.
En enero de 1944, y tras asumir el general Eisenhower el mando de las fuerzas aliadas destinadas a la invasión de Francia, Devers fue transferido al Teatro de Operaciones del Mediterráneo, donde fue designado Vicecomandante Supremo, a las órdenes del general Henry Maitland Wilson. 
En julio de 1944, Devers recibió finalmente el mando de combate que durante tanto tiempo había codiciado: el 6.º Grupo de Ejércitos. Con sus doce divisiones americanas y once francesas, Devers desembarcó en la Costa Azul francesa, despejó de alemanes Alsacia, redujo la bolsa de Colmar, cruzó el Rin y aceptó la rendición de las fuerzas alemanas en Austria occidental, el 6 de mayo de 1945.
Fue promovido a General de Brigada en mayo de 1940, General de División en octubre de 1940, Teniente General en septiembre de 1942 y General en marzo de 1945. Después de la guerra, regresó a Estados Unidos, donde sirvió como Jefe de las Fuerzas de Tierra del Ejército de los Estados Unidos hasta que, después de 40 años en el ejército, se retiró del servicio activo el 30 de septiembre de 1949.
Finalmente murió el 15 de octubre de 1979 en el Hospital Militar Walter Reed, en Washington, D. C., siendo enterrado con todos los honores en el Cementerio Nacional de Arlington.